# Aquarium du port de Nagoya

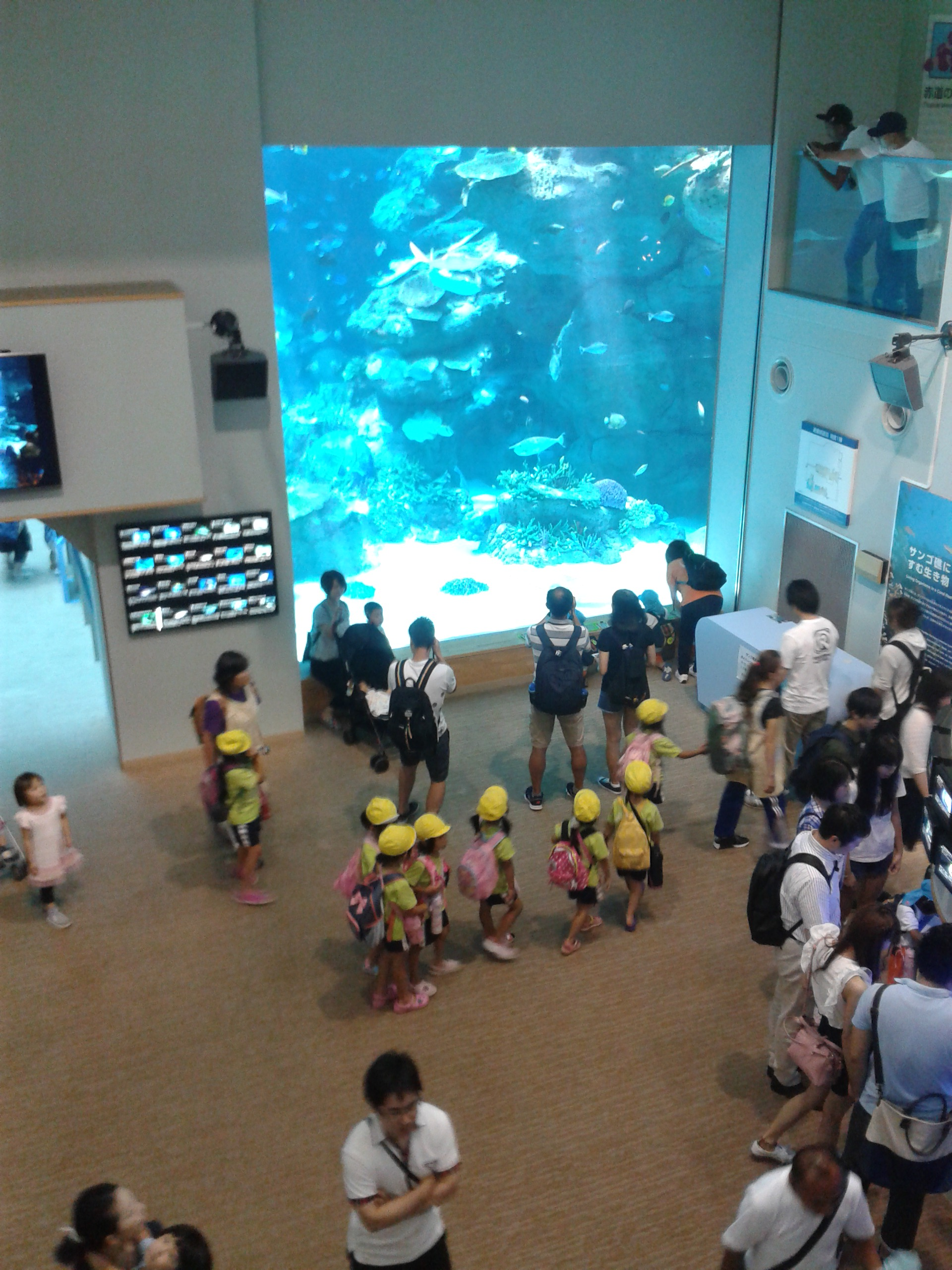
Intérieur de l'Aquarium.

 (décembre 2016).
Si vous disposez d'ouvrages ou d'articles de référence ou si vous connaissez des sites web de qualité traitant du thème abordé ici, merci de compléter l'article en donnant les références utiles à sa vérifiabilité et en les liant à la section « Notes et références ».
L'Aquarium du port de Nagoya (japonais : 名古屋港水族館, Hepburn : nagoyakō suizokukan) est un aquarium japonais situé dans la région du Chūbu, à Nagoya. C'est l'un des deux delphinariums japonais présentant des orques, avec le Kamogawa Seaworld. Il présente actuellement 13 grands dauphins, 6 bélugas, 3 orques et 3 dauphins à flancs blancs du Pacifique.
Il est accessible près de la station Nagoyakō de la ligne de métro Meikō.

## Installations et faune présentée

### Orques

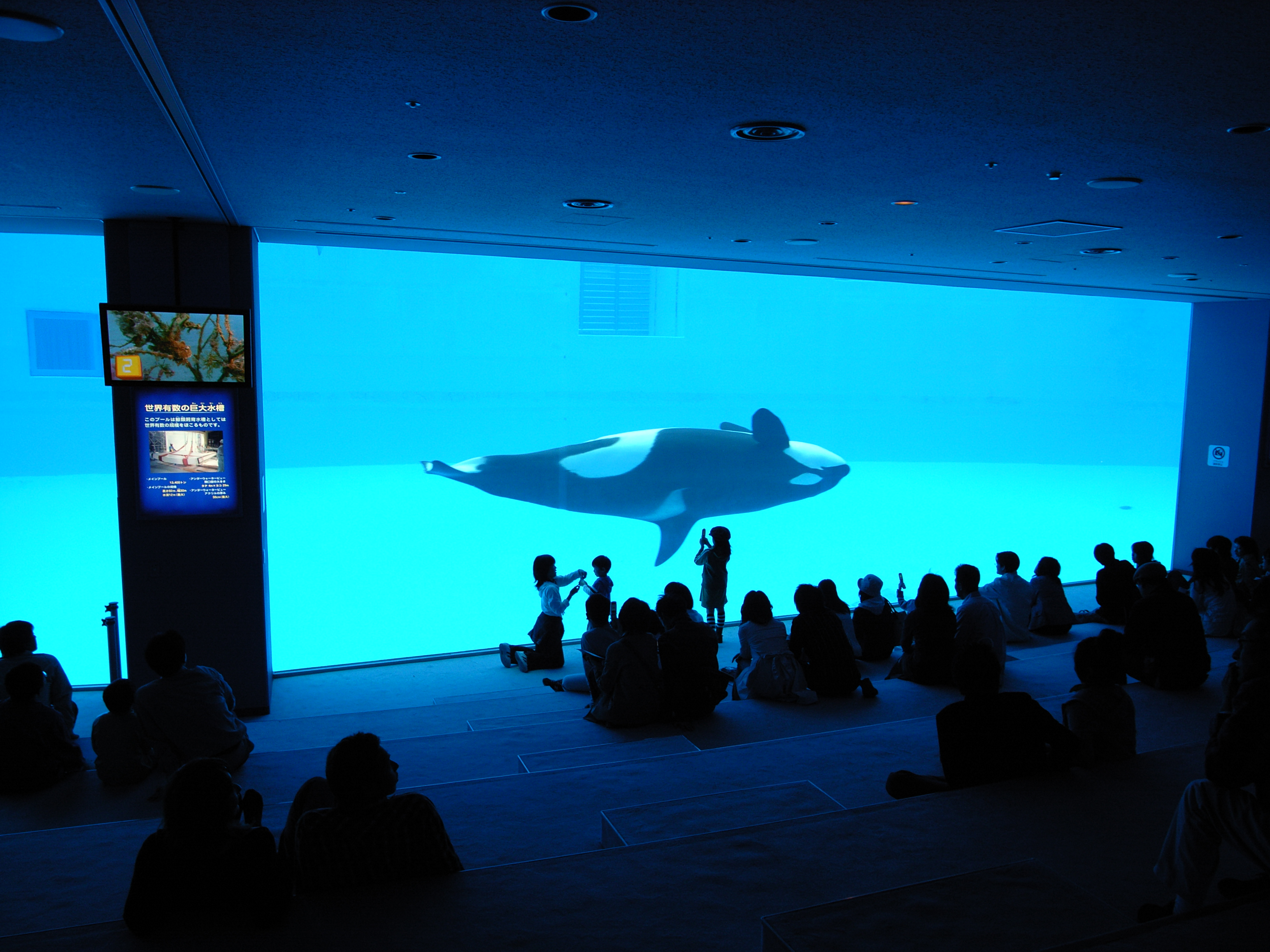
Une orque à l'Aquarium du Port de Nagoya.

Présentée à partir de 2003, Kū (クー) était un prêt d'un autre aquarium, il y a vécu jusqu'à sa mort, le 19 septembre 2008.
En 2010, l'aquarium acquiert une orque nommée Nami (ナミちゃん, nami-chan). Elle mourut peu de temps après son arrivée le 14 janvier 2011.
L'aquarium prévoit dès janvier/février 2011 de recevoir pour cinq ans deux orques, un mâle et une femelle, Bingo et Stella, prêtée par le Kamogawa Seaworld de la préfecture de Chiba. Les deux orques arrivent par bateau le 16 décembre 2011. Leur fille, Ran 2, est arrivée par camion la veille. Le 13 novembre 2012, Stella donne naissance à une femelle, prénommée Lynn.
Bingo décède le 2 août 2014, des suites d'une maladie.
Il présente actuellement une troisième orque, Earth, fils de Lovey et Oscar, né en 2008. C'est la petite-fille de Stella et Bingo.